# Saint-Romain-d'Urfé
Saint-Romain-d'Urfé är en kommun i departementet Loire i regionen Auvergne-Rhône-Alpes i centrala Frankrike. Kommunen ligger i kantonen Saint-Just-en-Chevalet som tillhör arrondissementet Roanne. År 2022 hade Saint-Romain-d'Urfé 235 invånare.

## Befolkningsutveckling
Antalet invånare i kommunen Saint-Romain-d'Urfé
| Referens: INSEE |